# Местеакану (Вранча)
Местеакану (рум. Mesteacănu) насеље је у Румунији у округу Вранча у општини Византеа-Ливези. Oпштина се налази на надморској висини од 380 m.

## Становништво
Према подацима из 2002. године у насељу је живело 385 становника, од којих су сви румунске националности.